# 馬尼斯蒂克鎮區 (密歇根州)
馬尼斯蒂克鎮區（英語：Manistique Township）是位於美國密歇根州斯庫克拉夫特縣的一個行政鎮區。

## 地方資料
馬尼斯蒂克鎮區的面積為398.06平方千米，當中陸地面積為386.79平方千米，而水域面積為11.27平方千米。根據2020年美國人口普查的數據，當地共有人口1045人，而人口密度為每平方千米2.63人。